# Karlov (Bílá Voda)
Karlov (niem. Karlshof) - opuszczona osada w Czechach niedaleko Bílei Vody.

## Geografia
Osada znajduje się w Górach Złotych na południe od miasteczka Bílá Voda.

## Historia
Miejscowość powstała jako część majątku Bílei Vody w XVIII w. Od 1869 r. Karlov należał do powiatu Jesonik. W 1930 r. w Karlov mieszkało 11 osób. Po II wojnie światowej ludności niemiecka przesiedliła się do Niemiec pozostawiając osadę opuszczoną.